# Acacia leptoloba
Acacia leptoloba é uma espécie de leguminosa do gênero Acacia, pertencente à família Fabaceae.